# Trehörnet
Trehörnet är en sjö i Munkedals kommun i Bohuslän och ingår i Örekilsälvens huvudavrinningsområde. Sjöns area är 0,009 kvadratkilometer och den befinner sig 170 meter över havet.